# Constantin Pârvulescu
Constantin Pârvulescu (ur. 10 listopada 1895 we wsi Olănești, zm. 11 lipca 1992 w Romanie) – rumuński działacz komunistyczny i aktywny przeciwnik Ceaușescu. 

## Życiorys
W 1921 wstąpił do Komunistycznej Partii Rumunii. W trakcie I wojny światowej zdezerterował z armii rumuńskiej i wszedł w szeregi Armii Czerwonej. Po delegalizacji Socjalistycznej-Komunistycznej Partii Rumunii w 1924 działał w podziemiu. W 1930 przez pewien czas pełnił funkcję jej sekretarza generalnego. W 1934 został aresztowany w Pradze i osadzony w więzieniu. Po kilku latach udało mu się zbiec i przed wybuchem II wojny światowej przedostał się do ZSRR. W 1942 ożenił się z agentką NKWD Aną Toma. 
W okresie powojennym pełnił cały szereg funkcji partyjnych, m.in. był członkiem Biura Politycznego (1952-1960), przewodniczącym komisji kontroli partyjnej (1945-1953, 1955-1960), przew. centralnej komisji rewizyjnej (1960-1969), dyrektorem Instytutu Historii Partii (1953-1958).